# Nutrição na mídia
Diversos fatores influenciam a criação dos hábitos alimentares, dentre eles os fatores biológicos, psicológicos, psicossociais e socioculturais, assim, as mídias têm um importante papel na escolha de alimentos pelos indivíduos. A alimentação está inserida no contexto do marketing, pois engloba a necessidade e desejo do indivíduo, e como atualmente a prevalência de doenças crônicas não transmissíveis como diabetes tipo II, doenças cardiovasculares e até mesmo alguns tipos de câncer, relacionadas com os hábitos alimentares não saudáveis e aumento do consumo de alimentos ultraprocessados têm aumentado significativamente é possível observar o grande impacto que as propagandas nas mídias têm na escolha do consumo desses alimentos.
Atualmente os temas saúde e alimentação têm tido grande destaque nas mídias e, consequentemente, no interesse da população mundial. A procura por informações sobre nutrição vem aumentado, porém, com o surgimento da internet e redes sociais criou-se autonomia para indivíduos comuns de disseminar suas ideias, conhecimentos, vivências e opiniões, fenômeno que extinguiu a hierarquia que existia entre veículos midiáticos (jornal, revista, rádio e televisão) e telespectador / leitor. Com as redes sociais qualquer pessoa, independente de especialização ou qualquer embasamento científico, pode publicar suas vivências e ideias e atingir uma abrangência de espectadores a nível mundial.
Com a popularização mundial das redes sociais como o Instagram também houve um crescimento expressivo dos blogueiros e blogueiras fitness que postam constantemente fotos enaltecendo seus corpos tidos como ideais dentro do padrão de beleza, e receitas na maioria das vezes embasadas apenas na própria experiência e não em estudos científicos, para atingir esse padrão. Padrão de beleza que a mídia tem grande papel na disseminação e homogeneização do que é tido como bonito, favorecendo assim a aparição de muitas matérias errôneas sobre nutrição, incentivo do uso de suplementos por blogueiros fitness, a influência da indústria de alimentos e farmacêutica também como a apropriação de profissionais e pessoas não qualificadas de orientações cabíveis apenas ao profissional nutricionista, o que tem como consequência a criação hábitos não saudáveis e equivocados na população, por falta de acesso a informação correta e orientação adequada.

## Nutrição e publicações na imprensa
Nas publicações sobre nutrição existe um padrão produzido pela mídia, o que predomina quando se trata de nutrição e saúde nos veículos de imprensa é um olhar focado naquilo que se conhece por modelo biomédico, reforça-se maneiras de evitar as doenças.  O modelo biomédico vem sendo caracterizado por uma explicação uni causal de doença, além de biologicismo e especialização. A uni causalidade designa que o agente etiológico deve ser identificado e combatido, em uma relação causa-efeito, simplificada, reducionista e imediatista. O biologicismo descontextualiza o ser humano de sua posição biográfica, familiar e social, reduzindo-o apenas à esfera biológica. A fragmentação parte do pressuposto que o corpo seria uma máquina que precisa ser estudada em partes para a melhor compreensão. A especialização, por sua vez, substitui uma globalidade e atenua aquele olhar com característica holística. 
O governo já vem premeditando isso quando lança seus programas voltados a saúde pública. As políticas brasileiras de Promoção da Saúde e de Alimentação e Nutrição incentivam o diálogo (comunicação bidirecional) e a promoção de autonomia e empoderamento da população para que as decisões sejam tomadas pelos indivíduos de forma fundamentada, consciente. Participativa, recebendo a comunicação um papel de destaque nesse processo. 
O modo de se comunicar a respeito de nutrição e saúde em geral deve seguir um “processo de construção, socialização, troca de experiências sobre cultura e conhecimento popular e científico acumulados pela humanidade”, o qual possibilita a transformação no indivíduo e o desenvolvimento de suas potencialidades.
Em trabalho recente realizado pela pesquisadora Nadine Marques (2016), dois jornais de grande circulação na capital paulista, Folha de S.Paulo e Estado de S.Paulo, foram analisados para investigar se as publicações compreenderiam a forma ideal de se abordar as informações sobre alimentação e nutrição, devendo eles estarem ligados necessariamente à saúde.
O resultado mostrou que 18 publicações atenderam os critérios para serem incluídos no clivo de saúde com nutrição e saúde como tema e suas matérias traziam consigo a saúde sendo designada no seu campo mais medicalizado, focando sempre a noção de ausência de doença.  Muito mais discreto foi a presença nas publicações de uma razão mais holística do papel dos alimentos na condição de cada indivíduo, reforçado principalmente pela presença da fala de pessoas que consideradas “comuns”. Ou seja, não se tratando de médicos, nem nutricionistas, mas que se dispuseram a dar seus depoimentos, fato que contrapunha a voz científica dos profissionais.
Foram identificadas 5 categorias temáticas jornalísticas: alimentação e saúde, práticas alimentares, normas sociais, qualificação das informações e avaliação orientação nutricional. No tema “alimentação e nutrição”, a pesquisadora encontrou nos jornais um reducionismo da função de cada nutriente, sejam eles positivos ou negativos, mas sem existir uma explicação aprofundada que justificasse a caracterização daquele nutriente como bom ou mal para a saúde; em alguns casos houve nessa categoria a abordagem holística da alimentação, analisando que aos poucos poderia existir uma ampliação no olhar que levaria a enxergar a complexa relação que envolve o indivíduo e o alimento.
Na categoria “práticas alimentares” houve uma certa diferenciação das demais abordagens, tanto pelos temas apresentados como para o espaço para vozes não convencionais, indo além da análise de nutrientes e focando temas como consumo de alimentos in natura na infância e o ato de comer em companhia se tratando de idosos. No que tange a categoria “normas sociais”, dimensões culturais e sociais eram destacadas como determinantes dos hábitos alimentares, sendo que eram apresentadas ações que culminam em promoção de alimentação adequada e saudável.
As categorias “qualificação das informações” e “avaliação e orientação nutricional” eram as mais recorrentes nos jornais analisados, apresentavam nutricionista como fonte principal para ratificar as matérias e de certo modo ainda são interessantes por demonstrar certo protagonismo do profissional. Porém, ainda houve um certo olhar que direciona o nutricionista para um aspecto de medicalização, em que ele ainda deve prescrever suplementos ou até mesmo medicamentos.
Foi avaliado também que as publicações relacionadas com alimentação e nutrição se apropriaram do discurso técnico científico para respaldar suas reportagens, sendo positivo isso por existir um embasamento mais profundo na pesquisa, e por outro lado, seria algo negativo a nutrição só enxergar a ciência como fonte da veracidade, formando uma espécie de “lógica imperialista do conhecimento.

## Credibilidade dos profissionais de Saúde
O interesse público inerente a área de nutrição e fontes de informação, tem se refletido na cobertura do tema pelos meios de comunicação. Reportagens sobre alimentação e saúde, relatos de pesquisas e recomendações nutricionais de diversos profissionais da área da saúde têm estado frequentemente presentes em meios de comunicação impressos como revistas, jornais e periódicos de grande circulação e na televisão. No mesmo sentido, campanhas publicitárias e rótulos de alimentos e de suplementos nutricionais muitas vezes remetem a estudos científicos e a recomendações de especialistas. Em paralelo, o interesse da população leiga por informações, vem crescendo por essa circulação e tem sido considerado crescente em diversos países. A fim de conhecer as fontes de informações sobre nutrição da população, e também o impacto delas nas concepções das pessoas, diversas pesquisas têm sido feitas. Sendo assim, um dos principais desafios é a credibilidade das fontes, uma vez que este é um fator de grande importância no momento de usar tal informação.   
Em 1995 na Inglaterra foi constatado que a principal fonte de informação nutricional eram as mídias impressas e digitais no Canadá, em 1997, pesquisas mostraram que as fontes eram os meios de comunicação em massa, já nos Estados Unidos, em 1995, observaram que as fontes mediadas (televisão, rádio, jornais, livros e revistas) eram mais constantemente usadas para obter conhecimentos sobre saúde do que as interpessoais, no caso, o contato direto com profissionais de saúde . Em uma dessas pesquisas, realizada no Reino unido, 1995, foi mostrado que, por mais que a frequência do uso do nutricionista como fonte de informação não fosse tão grande como a consulta em meios de comunicação, esta era considerada pelas pessoas com mais credibilidade.
Foi feito um levantamento no em uma universidade particular em São Paulo. Com questionários auto aplicáveis, aplicados nas próprias salas de aula, para saber veículos são usados pelas pessoas como fontes de informação em nutrição e saúde. Na avaliação dos universitários, os médicos e nutricionistas eram as fontes mais confiáveis de informação sobre nutrição e saúde - 80,1% e 77,0% dos que responderam à questão disseram confiar neles, respectivamente. A credibilidade atribuída a esses profissionais é significativamente maior que a atribuída aos jornais (24,7% disseram confiar) e programas de televisão (14,2%), referente a esse assunto. Sendo assim, há maior credibilidade de profissionais da saúde em comparação com a dos meios de comunicação, apesar da menor frequência de uso.

## Influência das indústrias na formação do nutricionista
As indústrias têm estratégias de persuadir profissionais com potencial de veicular seus produtos, como estratégia para persuadir nutricionistas e estudantes da graduação de Nutrição a indústria de alimentos investe em pesquisas desses profissionais, promove eventos científicos e abrem programas de estágio. Logo as universidades se mostram um ambiente oportuno para a indústria exercer sua influência e formar profissionais nutricionistas que irão promover seus produtos, estágios nessas indústrias são melhor remunerados e com maiores vantagens.
Ao investir em equipamentos e pesquisas para entidades reconhecidas por defender a saúde pública a indústria alimentícia relaciona a sua marca a credibilidade dessas entidades, o que ofusca aspectos negativos de seus produtos e persuadir a confusão de seus consumidores. Outra forma de ofuscar os aspectos negativos dos seus produtos é financiar pesquisas que colocam em dúvida os danos causados por ingredientes de seus produtos. 
A indústria influencia a formação de Nutricionistas através do financiamento de eventos científicos e a distribuição de materiais didáticos, ambos que apresentam resultados favoráveis ao consumo de seus produtos. Visto isso, é dever dos professores orientar os graduandos em como acessar conteúdos independentes, ter senso crítico sobre as informações que recebem e se manter neutro quanto os investimentos das indústrias e iniciativas privadas. 

## Nutrição e redes sociais
As redes sociais se conveniaram pelo seu fácil acesso e fácil aceitação da população em geral, e acabaram se tornando um grande disseminador de ideias, incluindo hábitos alimentares (JACOB, 2014). Ao aliar esses fatores com a ideia de que a sociedade sempre tem um padrão físico e estético a se alcançar, a mídia acaba contribuindo na ideia de imagem de um corpo ideal, já que, esta tem poder de construir e reconstruir novos padrões. 
No Instagram o principal meio de comunicação são imagens, onde pode-se acrescentar uma hashtag, uma palavra, que servirá de link para o mecanismo do aplicativo, ligando pessoas com os mesmos interesses, criando sub comunidades dentro da já existente. Sabendo destes mecanismos de ligação do aplicativo, e do padrão de estético em nossa sociedade, há indivíduos que usam o corpo como instrumento de convencimento.
As procedência de informações no Instagram foram estudadas, demonstrado que maior  parte  do  conteúdo  sobre  nutrição  esportiva publicado  no  aplicativo Instagram advém  de perfis  sem  informações  provenientes de consulta de profissionais qualificados. Os nutricionistas formados, e especializados em nutrição esportiva, foram uns dos que menos possuíam perfis no aplicativo. Quanto à audiência dos perfis direcionados ao tema nutrição esportiva, no Instagram, observou-se que  75%  do  conteúdo  veiculado  possui  audiência  alta  e  muito  alta,  chegando  a  atingir  um  quantitativo superior a 180 mil indivíduos seguidores. Os perfis da amostra gerenciados por nutricionistas esportivos foram os que apresentaram maior abrangência de público, seguido daqueles gerenciados por estabelecimentos distribuidores de refeições “fit” ou de suplementos esportivos, cujas lojas responsáveis pela  venda  dos  mesmos,  apresentaram  perfis,  nessa  mídia,  com  uma  audiência compreendida entre as categorias de audiência alta e muito alta.
Em somatório a isso, em 2015, foi realizado um estudo que visa a avaliação de receitas infantis, para crianças de até 6 anos de idade, encontradas em sites populares voltados ao público leigo. Em seus resultados apenas 31,4% das pesquisas seguiam os passos 6, 7 e 8 do Guia alimentar para crianças menores de 2 anos (páginas 155 e 156), desta fração a maioria era pobre em micronutrientes e fibras alimentares.

## Marketingde alimentos na mídia
O marketing atrelado à alimentação nas mídias sociais é de grande impacto, visto que esse é um dos meios psico-sociais que alteram os fatores de escolha alimentar de um indivíduo, pois une o desejo e a necessidade de alguém. Tendo isso em vista o conhecimento científico sobre a relação entre nutrição e saúde tornou-se parte importante das estratégias de marketing das indústrias alimentícias. 
Uma pesquisa feita no Brasil avaliando o período comercial das quatro emissoras de televisão aberta de maior audiência segundo o Instituto Brasileiro de Opinião Pública e Estatística (IBOPE) revelou que, a veiculação de propagandas de alimentos e bebidas representou a maior categoria de produtos anunciados na televisão. A pesquisa revelou que das propagandas sobre alimentos e bebidas, 60,7% se referem a alimentos ultraprocessados, destes os mais frequentes são as bebidas adoçadas, seguida pelos doces como sorvetes e chocolates, e cereais matinais. Logo atrás dos ultraprocessados, a veiculação de bebidas alcoólicas representa 31,9% das propagandas do grupo de alimentos e bebidas. Esses dados revelam que as propagandas exaltam alimentos que são associados ao grande aumento de doenças crônicas como diabetes e obesidade.
Além desse constante incentivo, as propagandas também atribuem erroneamente funções pertencentes, pela legislação do Brasil, aos nutricionistas à outros profissionais, como revistas com matérias sobre controle de peso corporal, atribuir  a orientação nutricional como atividade desenvolvida pelo personal trainer, prescrição de suplementos alimentares por educadores físicos são exemplos do incentivo dado pela mídia a atuação errônea de certos profissionais à tarefa do nutricionista. 
Outra forma de marketing que pode confundir o consumidor é a rotulagem dos alimentos industrializados, há um desconhecimento do consumidor da maneira correta de interpretar os dados contidos nos rótulos e tabelas nutricionais, quando o alimento contém alegações de ser mais saudável ou benéfica para a saúde a confusão do consumidor é ainda maior.